# 海勒娜·希恩
海勒娜·希恩（英語：Helena Sheehan；1944年—）是都柏林城市大学（名誉教授）传播学讲师，曾在开普敦大学担任访问学者，退休。

## 生平
希恩出生在美国，她把自己的童年描述为天主教徒和保守派，希恩在大学时以修女的身份教授小学。她成为一个不可知论者和自由主义者，后来成为了无神论者和激进分子，离开了修道院。1967年在费城圣约瑟夫大学获得理学士学位，1970年在费城获得天普大学硕士学位。1980年从都柏林三一学院获得哲学博士学位，当时她已经活跃于三一学院的共产主义社团。作为科学史学家，希恩发展了马克思和恩格斯在科学哲学上的基本共识。1975 年加入爱尔兰共产党。希恩从马克思主义的视角书写科学史。希恩批判地书写了李森科主义和斯大林对科学发展的影响。